# Église Saint-Georges de Limbourg
Pour les articles homonymes, voir église Saint-Georges.
 (avril 2025).
Si vous disposez d'ouvrages ou d'articles de référence ou si vous connaissez des sites web de qualité traitant du thème abordé ici, merci de compléter l'article en donnant les références utiles à sa vérifiabilité et en les liant à la section « Notes et références ».
L’église de Limbourg dans la province de Liège en Région Wallonne est un monument emblématique de la cité historique. 
L’église porte le patronyme de saint Georges, patron des chevaliers et de la Bourgogne dont Limbourg faisait partie au XVe siècle. Elle a été classée comme monument le 30 décembre 1933 et fait partie de l’ensemble architectural de la ville haute qui a été inscrit au Patrimoine exceptionnel de la Région Wallonne en juillet 1993.

## Histoire

### Origines
L’église Saint-Georges est implantée sur un éperon rocheux dominant un méandre de la Vesdre. Son chœur et sa crypte dépassant la muraille d’enceinte de l’ancienne cité fortifiée.
Elle est le témoin précieux de plusieurs époques. À l’origine se dressait une chapelle romane datant probablement de la fin du XIIe siècle ; elle est signalée dès 1172. Cette chapelle comprenait essentiellement une grande nef orientée vers l’est comme il se devait et terminée de ce côté par un chevet plat. Elle était éclairée par trois baies en plein cintre, toujours visibles au sud.
Vers 1301, cette chapelle s’agrandit d’une travée en adoptant le style gothique et se dote de deux nefs intermédiaires, visibles à l’intérieur. Et surtout, elle se voit aussi conférer un rôle de défense et de refuge : une puissante tour carrée est érigée à l’ouest.

### DuXVesiècleau milieu duXVIIesiècle

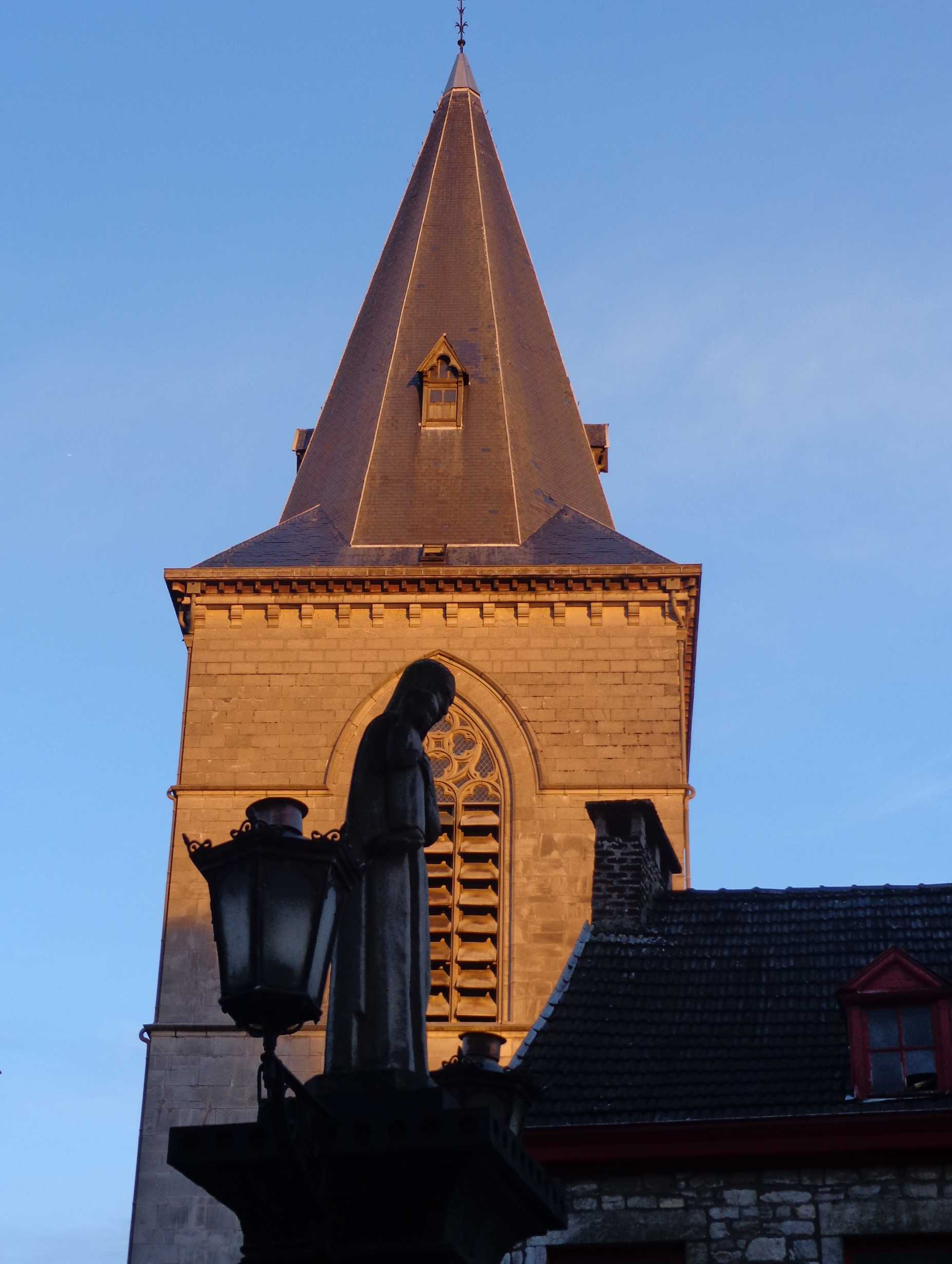
Clocher de Saint-Georges depuis la place à la tombée du soir.

En 1460, par acte de Jean de Vorstem abbé de Rolduc et pour répondre à la demande des Limbourgeois, l'eglise Saint-Georges, jusque-là filiale de Saint-Lambert à Goé, devient église-mère et prévôté en accueillant un chapitre de chanoines réguliers de Rolduc. Le prévôt à la tête du collège des chanoines avait à la fois un rôle religieux et administratif. La porte de la prévôté est toujours visible à gauche de l’église.
Devant être agrandi pour accueillir les stalles des chanoines, le chœur dépasse le rempart côté est, il s’appuie 20 mètres plus bas sur le piton rocheux. Une terrasse fortifiée sera aménagée en contrebas au XVIIe siècle et accueillera le cimetière à la fin du XVIIIe siècle. Ce chœur est éclairé par cinq hautes baies ogivales, à remplage (réseau de pierre dans la baie) flamboyant. Sous le chœur s’aménage une crypte accessible par l’intérieur et l’extérieur. Cette crypte a une vocation religieuse car elle présente un Christ au tombeau vénéré depuis le XVIIe siècle ; cependant la position protégée qu’elle occupe l’a fait aussi utiliser comme dépôt de munitions et d’archives. Entre le chœur et le transept, une tour poivrière présentant des arquebusières renforce le rôle militaire de cet édifice religieux ; on y accède depuis le chœur.
Au XVe siècle, l’église se dote de deux bas-côtés supplémentaires surmontés de voûtes à croisées d’ogives. Une sacristie est construite à la même époque à l’angle sud-est du chœur. Limbourg, centre protestant à l'est du pays wallon, devient une petite république réformée entre août 1566 et mars 1567. Le pasteur François du Jon prêche dans l'église Saint-Georges pendant plusieurs mois avant la reconquête espagnole. Victime d’un incendie accidentel en 1781, le soir de la visite de l’empereur Joseph II, elle se verra offrir par celui-ci une nouvelle grande armoire très fonctionnelle.
Liernes et tiercerons, c’est-à-dire les nervures des croisées d’ogives, sont encore visibles dans le chœur et au-dessus des autels secondaires.

### Du milieu duXVIIesiècleau milieu duXIXesiècle: les épreuves
La voûte de la nef principale a été remplacée par un plafond car l’église a souffert en 1676 du minage de la forteresse toute proche par les armées de Louis XIV et en 1834 d’un incendie accidentel survenu dans une filature proche.

### Du milieu duXIXesiècleà nos jours: les restaurations

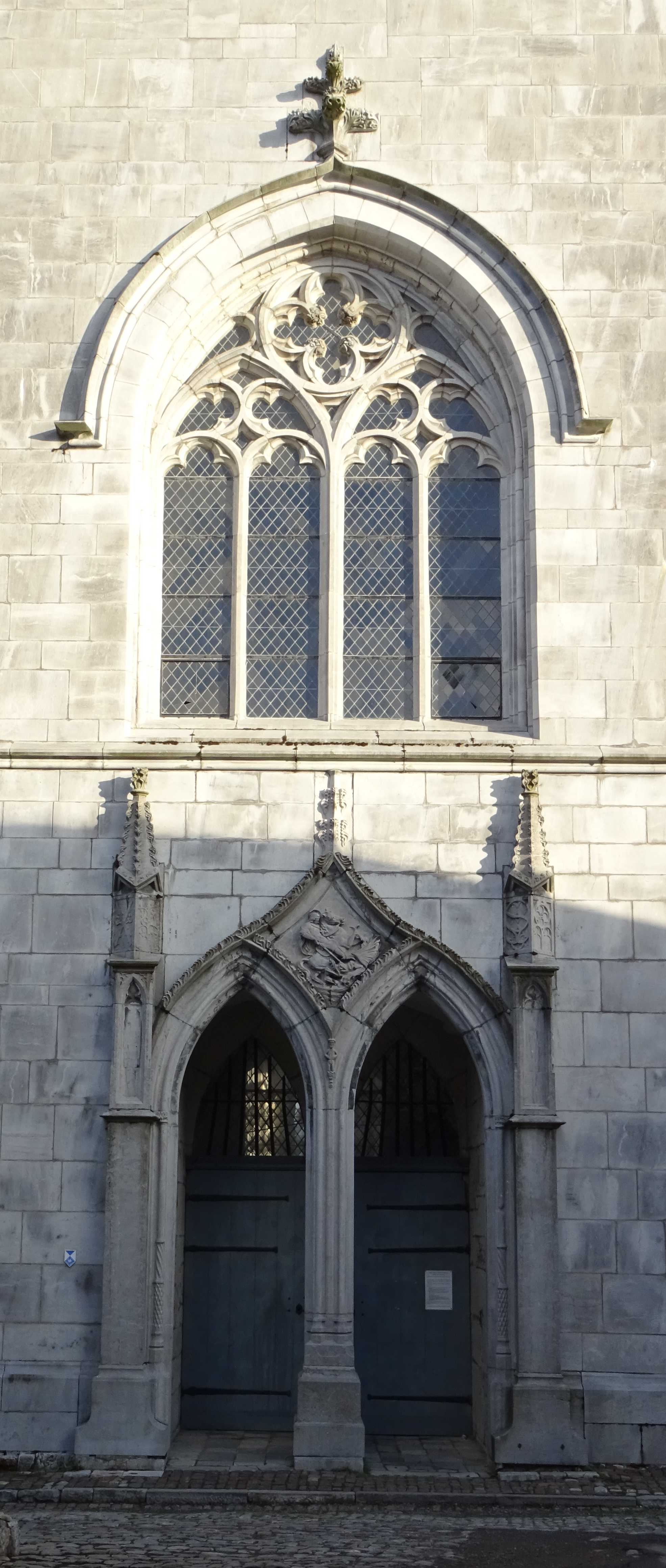
L'entrée côté ouest de la tour.

Depuis 1863, les restaurations se sont succédé avec comme fait marquant la transformation du sommet de la tour adoptant au début du XXe siècle une haute tour polygonale dotée d’une balustrade ; (cette dernière a été supprimée en 1965). Les oculis, fenêtres circulaires éclairant au nord la nef principale datent de la restauration en 1902 par Clément Léonard.
L’église porte également d’autres cicatrices : les révolutionnaires français en ont emporté une cloche et les combats autour de Limbourg à la fin de la seconde guerre ont laissé de nombreuses traces d’impacts sur la tour.
Aujourd'hui l’église est fermée car elle nécessite une restauration, principalement intérieure. Des études de polychromie et l’évaluation phytosanitaire des charpentes ont été lancées. Classée Patrimoine exceptionnel de Wallonie, l’église pourrait à nouveau être lieu de culte et accueillir des manifestations culturelles.

## Description
L'entrée en façade ouest de la tour se fait par un portail gothique présentant deux arcs brisés, cantonnés de pilastres surmontés de pinacles à crochets. Entre les deux arcs brisés, l’écoinçon représente Saint-Georges à cheval terrassant le dragon; sous cet écoinçon on découvre un petit personnage à genoux ; il s’agit d’une copie réalisée lors de la restauration du parement calcaire de la tour en 1874 par l’architecte Halkin. L’original de cette sculpture a été posé avec son support contre le bas-côté sud, voisinant ainsi les pierres tombales des notables des XVIIe et XVIIIe siècles. Ce personnage à genoux suggérait sans doute à l’origine l’attitude à adopter dans le sanctuaire.

### Intérieur

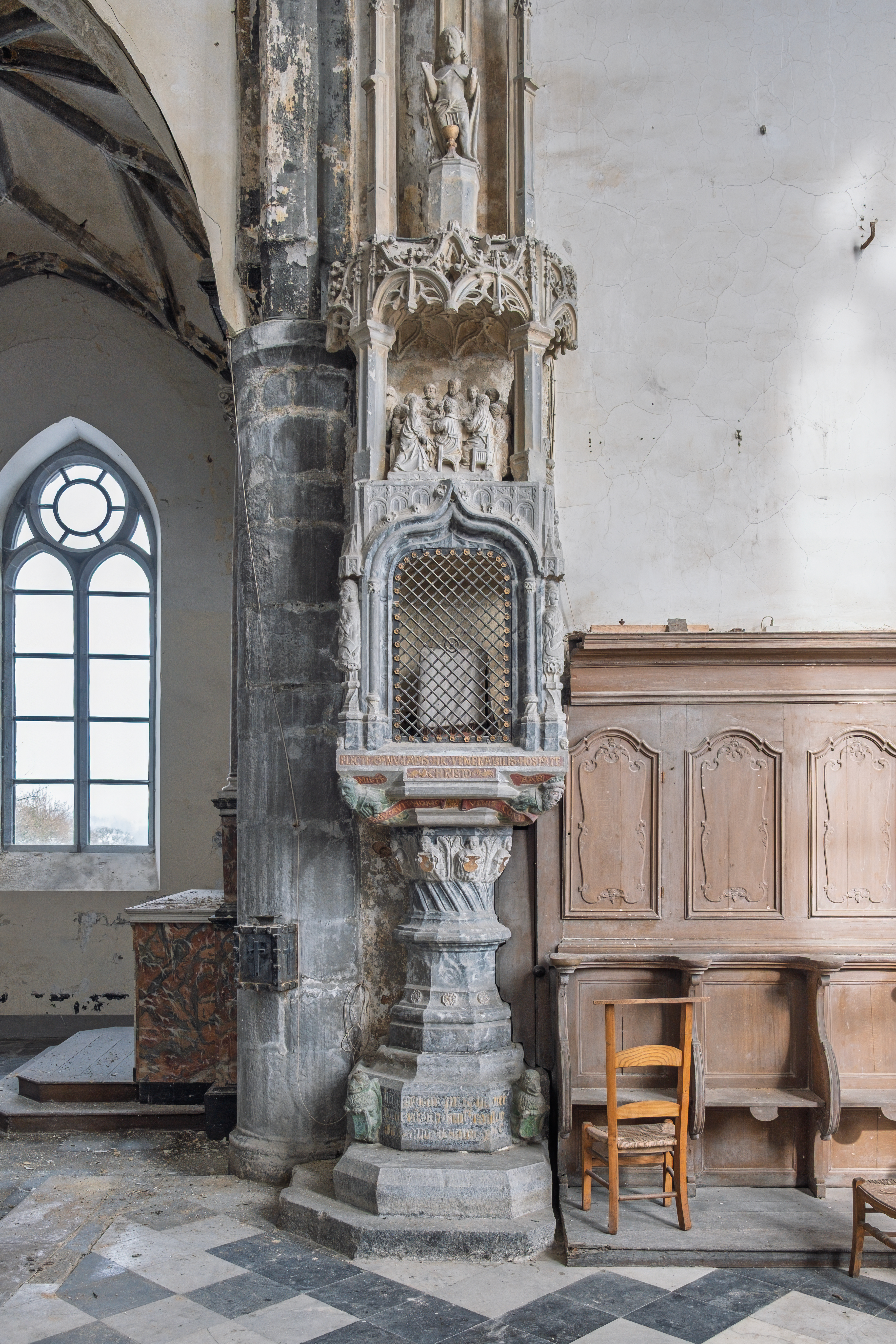
La théothèque (tabernacle de pierre) dans le chœur.

L’église Saint-Georges comprend de nombreuses pierres tombales, encastrées dans les bas-côtés mais aussi intégrées dans le pavement de la grande nef. Le sol du sanctuaire est en fait un véritable cimetière.
Outre ces témoins funéraires, l’église comporte plusieurs œuvres remarquables :
- Fonts baptismaux du XVIe siècle comportant une cuve à quatre têtes humaines
- Théothèque, c’est-à-dire un tabernacle monumental en pierre. Cette théothèque, datant de 1520 était jadis polychromée ; elle a conservé quelques indications colorées et présente des bas-reliefs évoquant des scènes religieuses. Elle est dominée par une tourelle néo-gothique de la fin du XIXe siècle.
- Accès à la tour : porte surmontée d’un linteau en mitre présentant les écus couchés de Limbourg et de Bourgogne
- Bénitiers gothiques du XVIe siècle dont celui de l’entrée, pourvu d’une cuve en marbre de Limbourg datant du XVIIIe siècle.
- Confessionnaux en chêne sculpté, de style rocaille, réalisés au milieu du XVIIIe siècle par un artisan local, Noël Henrard
- Crucifix triomphal gothique du XVIe siècle.
- Peinture de Damery, La Rédemption, située dans la nef latérale gauche près des fonts baptismaux et qui est détaillée ci-dessous.

### PeintureLa Rédemptionde Walthère Damery
L’œuvre de Walthère Damery, peintre liégeois du XVIIe siècle (1614-1678), est une peinture à l’huile, haute de 4 m. Elle est signée et datée de 1674 dans le coin inférieur gauche. Cette toile, encadrée de chêne doré, surmontait jadis le maître-autel. Le thème en est une descente de croix glorieuse.
La Vierge Marie présente à Dieu le Père, le Christ descendu de la croix. Il est soutenu assis par un ange qui tend vers le Père la couronne d’épines du supplice. Près du Christ, un feuillet mis en lumière évoque les Saintes Écritures accomplies dans le sacrifice divin. Entre les bras ouverts du Père, la colombe, ailes déployées, complète la Trinité. Composition classique par la disposition triangulaire et ascendante des personnages et leurs attitudes empreintes de dignité ; l’anatomie est bien rendue sur le corps lumineux du Christ. Clair-obscur, soulignant le message de la rédemption, intégrant la couronne d’épines entre le linceul du Christ et la toge du Père. Mise en lumière du buste et de la main ouverte de Marie.

## Galerie

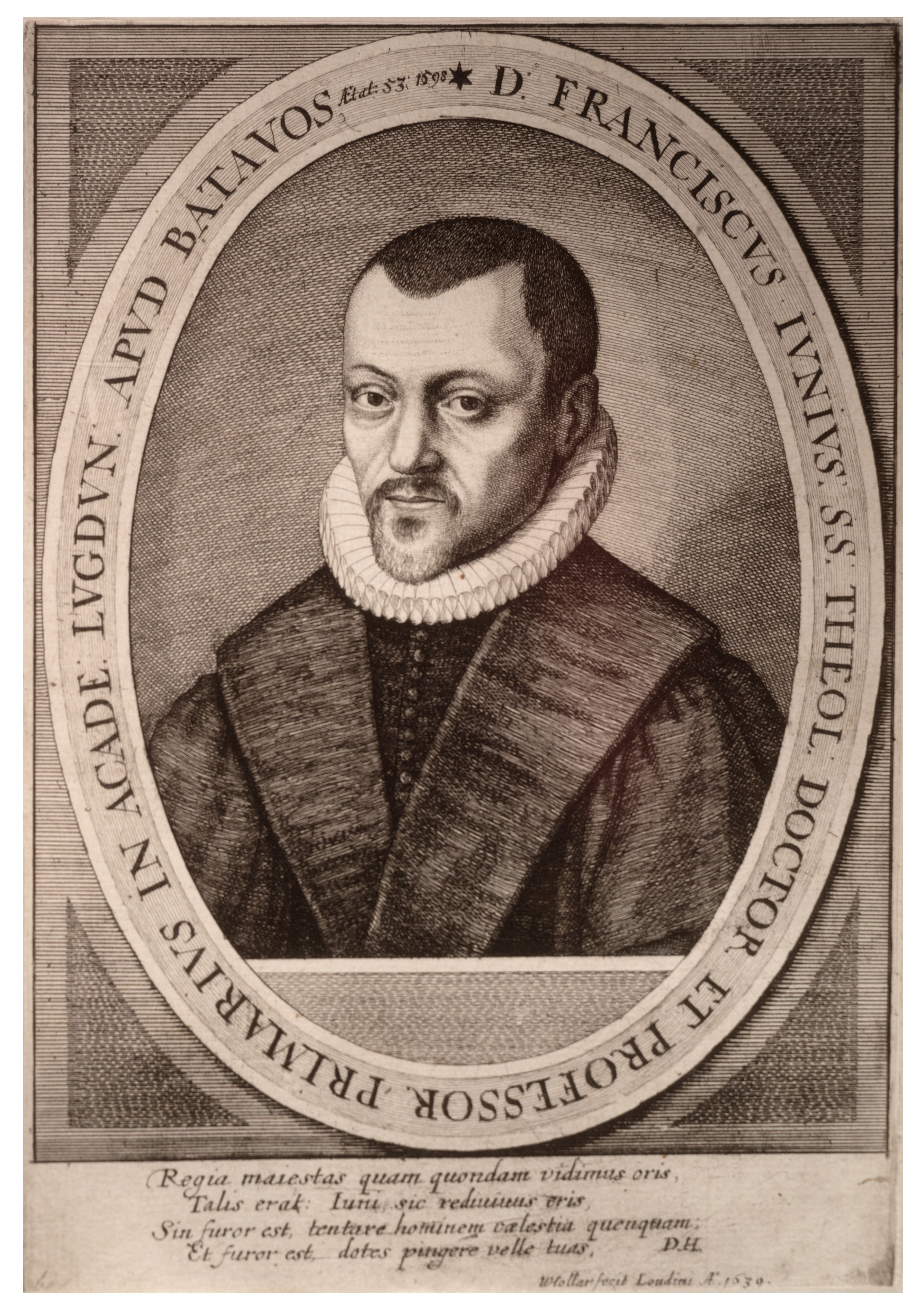
François du Jon.
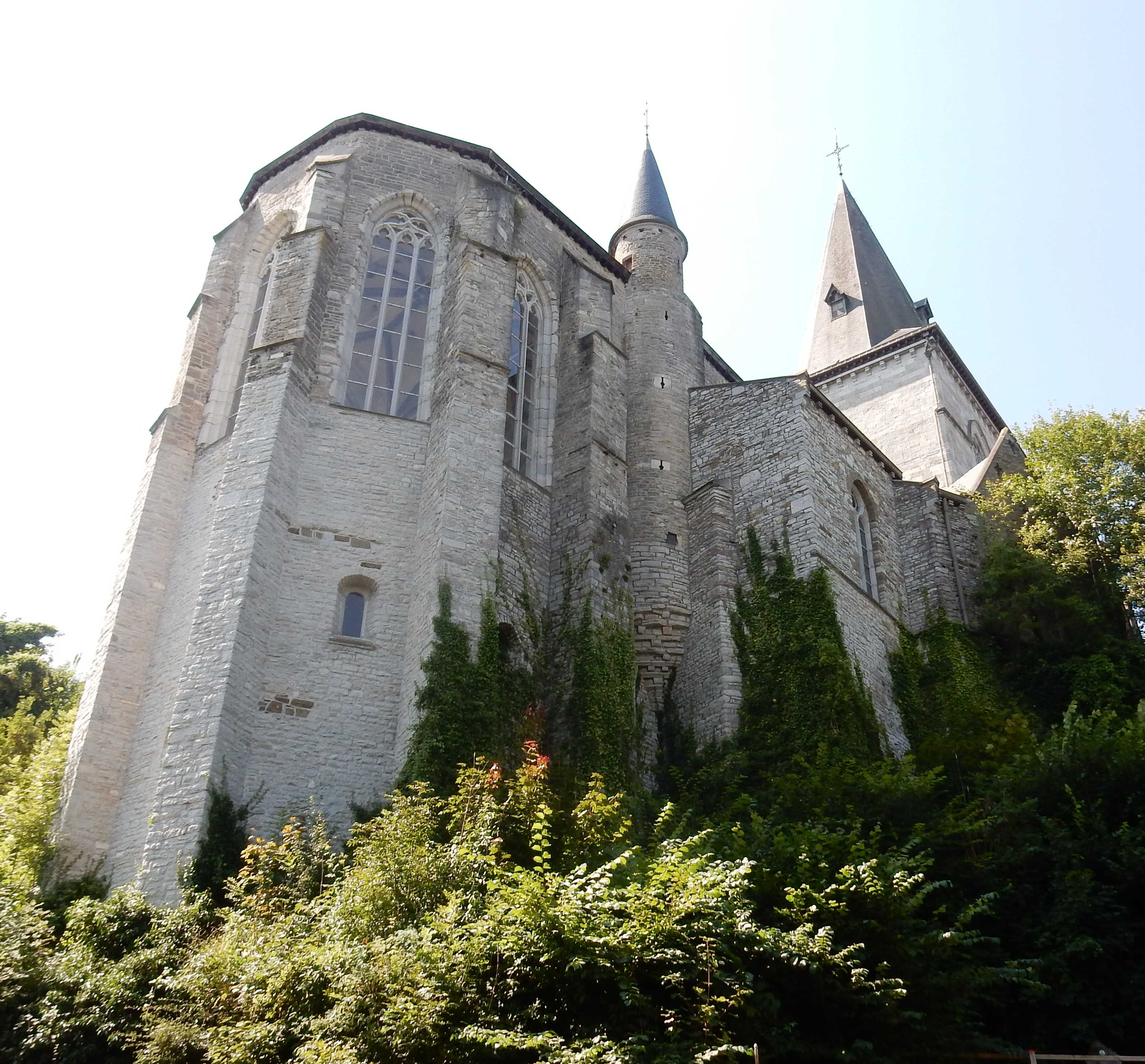
Vue depuis la terrasse du bas, montrant la tour poivrière.
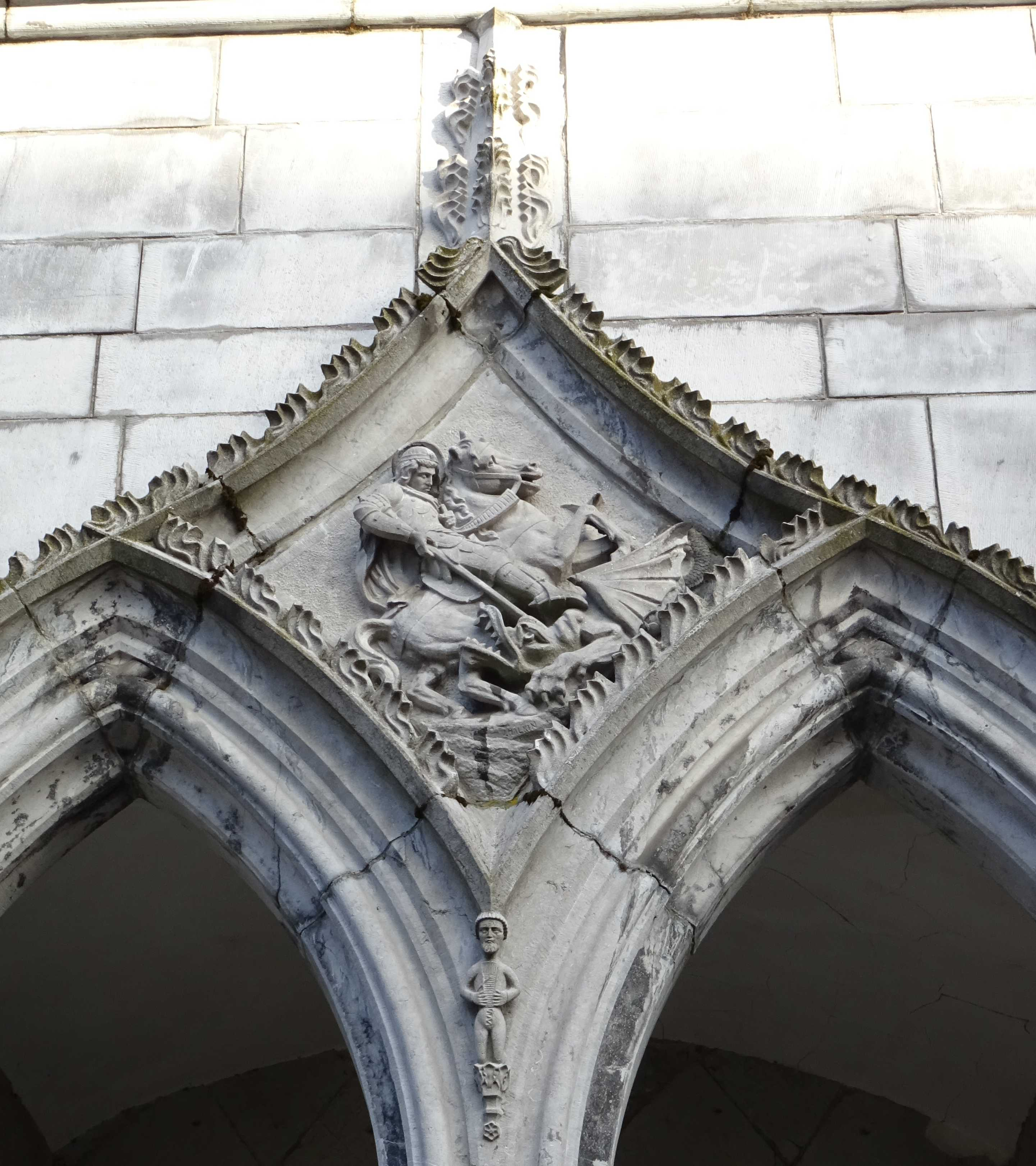
Détail de l'écoinçon entre les arcs de l'entrée: saint Georges et le personnage à genoux.